# Halisterese
Halisterese (saltberøvelse) er svind af kalk i knoglerne ved sygelige tilstande. Ordet kommer fra græsk, hals betyder salt og steresis betyder berøvelse. Tilstanden kan påvises ved røntgenundersøgelse.
| Sygdom | Spire Denne artikel om sygdom er en spire som bør udbygges. Du er velkommen til at hjælpe Wikipedia ved at udvide den. |